# Seznam bangladeških ekonomistov
Seznam bangladeških ekonomistov.

## A
- Muzaffar Ahmed

## H
- Kamal Hossain

## S
- Rehman Sobhan

## Y
- Mohamed Junus, Nobelov nagrajenec